# Södermanlands runinskrifter 144
Södermanlands runinskrifter 144 är en vikingatida runristad berghäll i Broby, Runtuna socken och Nyköpings kommun. Runristningen är 1,4 gånger 1 meter stor. Runhöjden är 6-10 centimeter. Ristningen är belägen nära marknivån och finns under ett överhängande klipputsprång. Runristningen upptäcktes 1904.

## Inskriften
Translitterering av runraden:
otrukr · ahmuntr : sihraifr : þaiʀ : litu : hakua : stain : at : bofa : faþur : sin · snialan ·
Normalisering till runsvenska:
Otryggʀ, Agmundr, Sigræifʀ, þæiʀ letu haggva stæin at Bofa, faður sinn sniallan.
Översättning till nusvenska:
Otrygg, Agmund, Sigrev de lät hugga stenen efter Bove, sin raske fader.